# Піньково
Пінько́во (рос. Пиньково) — присілок у складі Підосиновського району Кіровської області, Росія. Входить до складу Підосиновського міського поселення.
Населення становить 15 осіб (2010, 2 у 2002).
Національний склад станом на 2002 рік — росіяни 100 %.